# Trimorus arenicola
Trimorus arenicola är en stekelart som först beskrevs av Thomson 1859.  Trimorus arenicola ingår i släktet Trimorus, och familjen gallmyggesteklar. Arten är reproducerande i Sverige.